# Huntly (Nowa Zelandia)
Huntly – miasto w Nowej Zelandii. Położone w północnej części Wyspy Północnej, w regionie Waikato, 6754 mieszkańców. (dane szacunkowe – styczeń 2010).
Po założeniu miasta w latach 50. XIX wieku nosiło ono nazwę Rahui Pokeka. W latach 70. tegoż wieku naczelnik poczty zaczął używać nazwy Huntly Lodge na wzór miasta Huntly w Szkocji - nazwę tę przyjęto z późniejszym wyrzuceniem członu "Lodge".